# 塞萊茲尼夫卡
48°23′58″N 38°47′39″E / 48.39944°N 38.79417°E

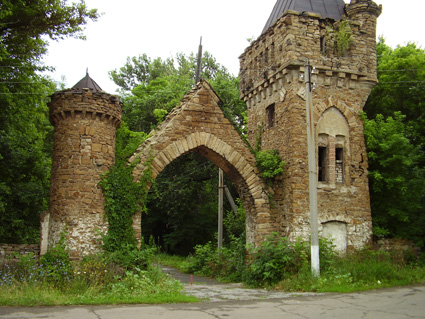
宫殿遗迹

塞萊茲尼夫卡（烏克蘭語：Селезнівка）是位於烏克蘭東部的市級鎮，由盧甘斯克州阿爾切夫斯克區的阿爾切夫斯克市鎮負責管轄。該鎮始建於十七世紀，面積4.53平方公里，2011年人口2,568，人口密度每平方公里566.9人。